# 2997 Cabrera
Cabrera (asteróide 2997) é um asteróide da cintura principal, a 2,0537252 UA. Possui uma excentricidade de 0,1969663 e um período orbital de 1 493,83 dias (4,09 anos).
Cabrera tem uma velocidade orbital média de 18,62466418 km/s e uma inclinação de 7,19247º.
Este asteróide foi descoberto em 17 de Junho de 1974 por Felix Aguilar Obs..